# Cornisepta
Cornisepta là một chi ốc biển, là động vật thân mềm chân bụng sống ở biển trong họ Fissurellidae.

## Các loài
Các loài trong chi Cornisepta gồm có:
- Cornisepta acuminata (Watson, 1883)[2]
- Cornisepta crossei (Dautzenberg & H. Fischer, 1896)[3]
- Cornisepta levinae McLean & Geiger, 1998[4]
- Cornisepta microphyma (Dautzenberg & H. Fischer, 1896)[5]
- Cornisepta monsfuji Chino, 2009[6]
- Cornisepta rostrata (Seguenza, 1864)[7]
- Cornisepta verenae McLean & Geiger, 1998[8]